# Druhá vláda Benjamina Netanjahua
Druhá vláda Benjamina Netanjahua, která byla v pořadí 32. izraelskou vládou, byla od 31. března 2009 do 18. března 2013 úřadující vládou Státu Izrael. K jejímu sestavení došlo po předčasných parlamentních volbách v únoru 2009 předsedou strany Likud. K roku 2012 se jednalo co do počtu ministrů o největší vládu v dějinách Izraele.
Koaliční vláda původně sestávala ze stran Likud, Jisra'el bejtenu, Strana práce, Šas a Židovský domov. Parlament jí vyslovil důvěru 31. března 2009. V lednu 2011 došlo k rozkolu ve vládní Straně práce, jejíž předseda Ehud Barak s několika poslanci stranu opustil a založil novou politickou formaci Acma'ut. Nově vzniklá strana v koaliční vládě zůstala, zatímco poslanci a ministři za Stranu práce vládu opustili. V dubnu 2012 se situace ve vládě vyostřila, kvůli čemuž se začalo jednat o předčasných volbách, které by se uskutečnily v druhé polovině roku. Počátkem května však premiér Netanjahu překvapivě oznámil, že se předčasné volby konat nebudou, neboť došlo k uzavření dohody s nejsilnější parlamentní stranou Kadima, která se stane součástí koaliční vlády. Jedním z důvodů měla být podpora schválení tzv. Talova zákona, který se týkal odvodů ultraortodoxních židů do armády. Kadima však nakonec v červenci vládu opustila kvůli neshodám na podobě zákona. V říjnu 2012 byly nakonec vyhlášeny předčasné volby na leden 2013 kvůli neshodám nad podobou státního rozpočtu. V těch zvítězilo uskupení Likud Jisra'el bejtenu premiéra Netanjahua, kterému se podařilo sestavit svou v pořadí již třetí vládu, která 18. března 2013 získala důvěru Knesetu.

## Členové vlády
Funkční období vlády trvalo od 31. března 2009 do 18. března 2013. V pořadí 32. izraelská vláda se skládala z následujících ministrů:
| resort                                    | ministr/yně              | funkční období          | strana                     |
| ----------------------------------------- | ------------------------ | ----------------------- | -------------------------- |
| předseda vlády                            | Benjamin Netanjahu       | celé                    | Likud                      |
| vicepremiér                               | Silvan Šalom             | celé                    | Likud                      |
| vicepremiér                               | Moše Ja'alon             | celé                    | Likud                      |
| vicepremiér                               | Šaul Mofaz               | 09/05/2012 – 19/07/2012 | Kadima                     |
| místopředseda vlády                       | Avigdor Lieberman        | 31/03/2009 – 18/12/2012 | Jisra'el bejtenu           |
| místopředseda vlády                       | Ehud Barak               | celé                    | Strana práce/Acma'ut       |
| místopředseda vlády                       | Dan Meridor              | celé                    | Likud                      |
| místopředseda vlády                       | Eli Jišaj                | celé                    | Šas                        |
| ministryně absorpce imigrantů             | Sofa Landverová          | celé                    | Jisra'el bejtenu           |
| ministr bydlení a výstavby                | Ariel Atias              | celé                    | Šas                        |
| ministr dopravy                           | Jisra'el Kac             | celé                    | Likud                      |
| ministr ekonomické strategie              | Benjamin Netanjahu       | celé                    | Likud                      |
| ministr energetiky a vodních zdrojů       | Uzi Landau               | celé                    | Jisra'el bejtenu           |
| ministr financí                           | Juval Steinitz           | celé                    | Likud                      |
| ministr komunikací                        | Moše Kachlon             | celé                    | Likud                      |
| ministryně kultury a sportu               | Limor Livnatová          | celé                    | Likud                      |
| ministr menšin                            | Avišaj Braverman         | 31/03/2009 – 19/01/2011 | Strana práce               |
| ministr náboženských služeb               | Ja'akov Margi            | celé                    | Šas                        |
| ministr obrany                            | Ehud Barak               | celé                    | Strana práce/Acma'ut       |
| ministr obrany domácí fronty              | Matan Vilnaj             | 19/01/2011 – 15/08/2012 | Acma'ut                    |
| ministr obrany domácí fronty              | Avi Dichter              | 16/08/2012 – 18/03/2013 | Kadima, nebyl poslancem    |
| ministr ochrany životního prostředí       | Gilad Erdan              | celé                    | Likud                      |
| ministr průmyslu, obchodu a práce         | Benjamin Ben Eliezer     | 31/03/2009 – 19/01/2011 | Strana práce               |
| ministr průmyslu, obchodu a práce         | Šalom Simchon            | 19/01/2011 – 18/03/2013 | Acma'ut                    |
| ministr regionální spolupráce             | Silvan Šalom             | celé                    | Likud                      |
| ministr rozvoje Negevu a Galileje         | Silvan Šalom             | celé                    | Likud                      |
| ministr sociální péče a sociálních služeb | Jicchak Herzog           | 31/03/2009 – 19/01/2011 | Strana práce               |
| ministr sociální péče a sociálních služeb | Moše Kachlon             | 19/01/2011 – 18/03/2013 | Acm'aut                    |
| ministr spravedlnosti                     | Ja'akov Ne'eman          | celé                    | nestraník, nebyl poslancem |
| ministr pro strategické záležitosti       | Moše Ja'alon             | celé                    | Likud                      |
| ministr školství                          | Gideon Sa'ar             | celé                    | Likud                      |
| ministr turismu                           | Stas Misežnikov          | celé                    | Jisra'el bejtenu           |
| ministr veřejné diplomacie a diaspory     | Juli-Joel Edelstein      | 31/03/2009 – 17/03/2013 | Likud                      |
| ministr vědy a technologie                | Daniel Hershkowitz       | celé                    | Židovský domov             |
| ministr vnitra                            | Eli Jišaj                | celé                    | Šas                        |
| ministr vnitřní bezpečnosti               | Jicchak Aharonovič       | celé                    | Jisra'el bejtenu           |
| ministr pro záležitosti penzistů          | Benjamin Netanjahu       | celé                    | Likud                      |
| ministr zahraničních věcí                 | Avigdor Lieberman        | 31/03/2009 – 18/03/2013 | Jisra'el bejtenu           |
| ministr zahraničních věcí                 | Benjamin Netanjahu       | 31/03/2009 – 18/12/2012 | Likud                      |
| ministr zdravotnictví                     | Benjamin Netanjahu       | celé                    | Likud                      |
| ministr zemědělství                       | Šalom Simchon            | 31/03/2009 – 19/01/2011 | Strana práce/Acma'ut       |
| ministr zemědělství                       | Šalom Simchon Orit Noked | 19/01/2011 – 18/03/2013 | Acma'ut                    |
| ministr pro zlepšování vládních služeb    | Micha'el Ejtan           | celé                    | Likud                      |
| ministr zpravodajských služeb             | Dan Meridor              | celé                    | Likud                      |
| ministr bez portfeje                      | Benny Begin              | celé                    | Likud                      |
| ministr bez portfeje                      | Mešulam Nahari           | celé                    | Šas                        |
| ministr bez portfeje                      | Josi Peled               | 31/03/2009 – 27/09/2012 | Likud                      |
| ministr bez portfeje                      | Šaul Mofaz               | 09/05/2012 – 19/07/2012 | Kadima                     |